# フィッティパルディ
フィッティパルディ (Fittipaldi) は、1975年から1982年までF1に参戦していたブラジルのレーシングチームである。F1史上唯一のブラジル国籍のコンストラクターであり、1974年に兄弟F1ドライバーのウィルソン・フィッティパルディとエマーソン・フィッティパルディによって設立された。
コンストラクターとしてのエントリー名は、1979年まではタイトルスポンサーであるコパスカー(Copersucar、ポルトガル語の発音は「コペルスカル」)を用い、1980年から1982年にかけてはフィッティパルディを用いた。「コパスカー」時代もエントリー名以外では「フィッティパルディ」の名称を主に併記の形で用いたため、この時期のチームについては「コパスカー・フィッティパルディ」とも呼称する。

## 発足

### 参戦準備
ウィルソン・フィッティパルディは1972年にブラバムからF1への参戦を始めたが、翌1973年まで中団争いに甘んじ、同時にブラバムチームにおける待遇に不満を覚えてもいた。1973年末には弟でありやはり現役のF1ドライバーであったエマーソン（ただしウィルソンと異なり1972年にチャンピオンになり、1973年もチャンピオン争いをしていた）と相談し、ブラジル国籍のF1チームの創設を決意することとなる。

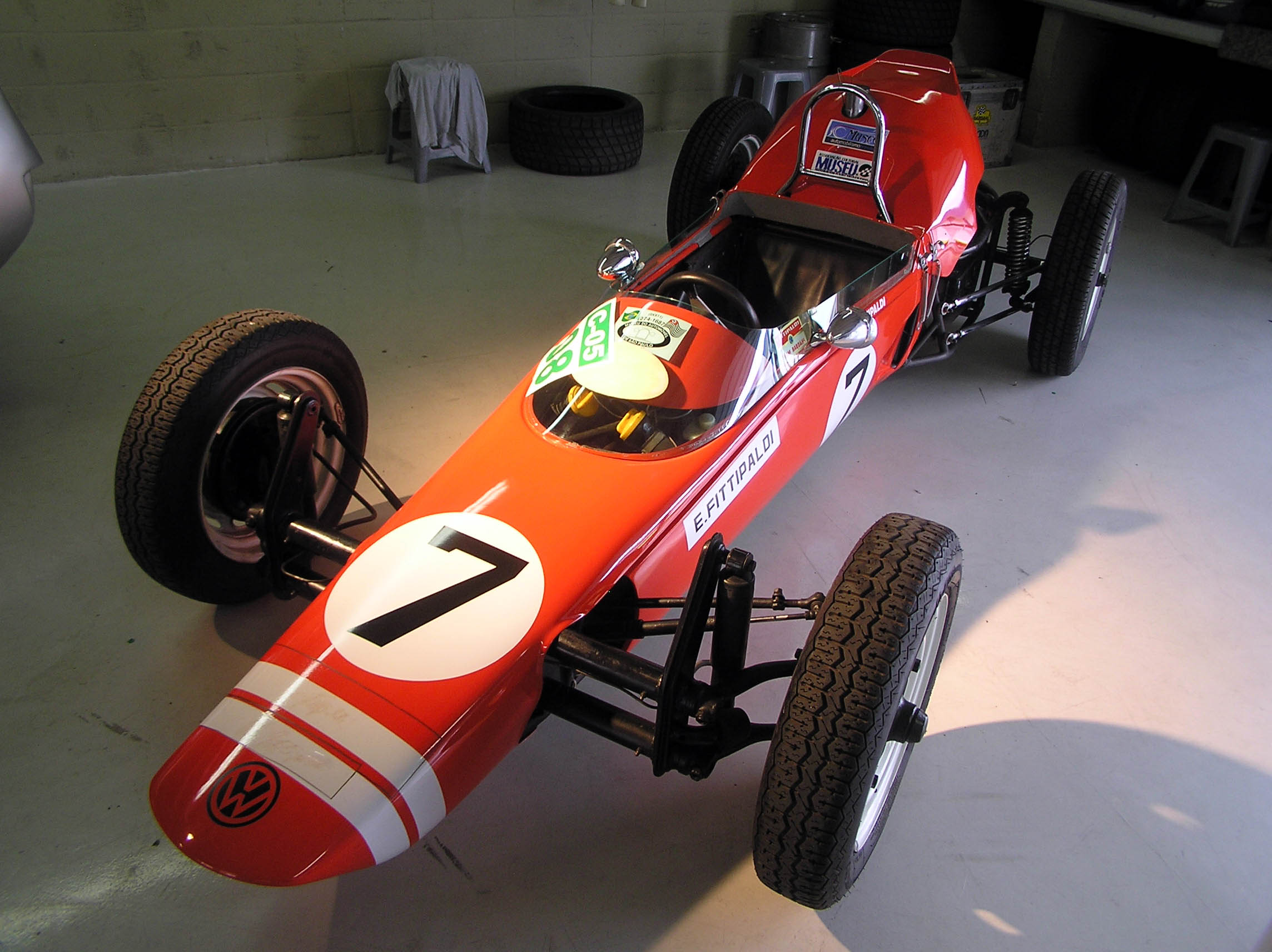
“チーム・フィッティパルディ”製フォーミュラ・Vee車両「Fitti Vê」（エマーソン車）

こうした決断にいたる以前には、フィッティパルディ兄弟が1960年代にブラジル国内において輸入品に手を加えた自製のフォーミュラ・Veeやカート販売の事業を手がけ、市販自動車のカスタムパーツ販売などの分野でも成功を収めていたという経緯があり、ヨーロッパではF2に参戦するかたわら所属チームであるバーダルチームの運営にも関与し、バーダル/フィッティパルディ連名で幾つかのレース用改造車両を手がけるなどしている（この当時の「チーム・フィッティパルディ」とF1コンストラクターの「フィッティパルディ」との間に直接的な繋がりはない）。
同時に、F1参戦を可能としたのは、戦闘力もあり入手も容易なコスワースDFVエンジンとヒューランド製ギアボックスが存在するという当時のF1の時代背景も大きかった。そのため、ほぼ同時期に、やはり現役F1ドライバーのジョン・サーティース、グラハム・ヒルによってサーティース（1970年設立）、ヒル（1975年）が設立されてもいる。
ウィルソンは1974年はF1のドライバーとして休養し、チームの設立準備に専念した。この間に、ブラジルの砂糖・アルコール製造と銅の産出及び製造のコングロマリットであるコパスカー社から資金援助を引き出すことに成功するとともに、不安材料であった風洞実験や車体製造にあたってはブラジルの国営の航空機メーカーであるエンブラエルの支援をも取り付けた。この間、マクラーレンに所属していた弟のエマーソンもチームのコンサルタントとして間接的に関わっている。

### FD-01完成
F1開発の本場であるイギリスから遠く離れたブラジルで開発されたためもあってか、チーム初のF1カー「FD-01」はラジエーター（冷却器）の設置方法の違いなどから、エンジンカバーで車体後部を覆うなど、当時のDFVエンジン搭載車両の中ではやや独特の形状をまとった。「ブラジル初のF1カー」となったこのFD-01の初公開は、1974年10月16日に当時の大統領エルネスト・ガイゼル臨席の下、ブラジリアのブラジル上院議場で行われた。

## 参戦の歴史

### コパスカー

#### 1975年

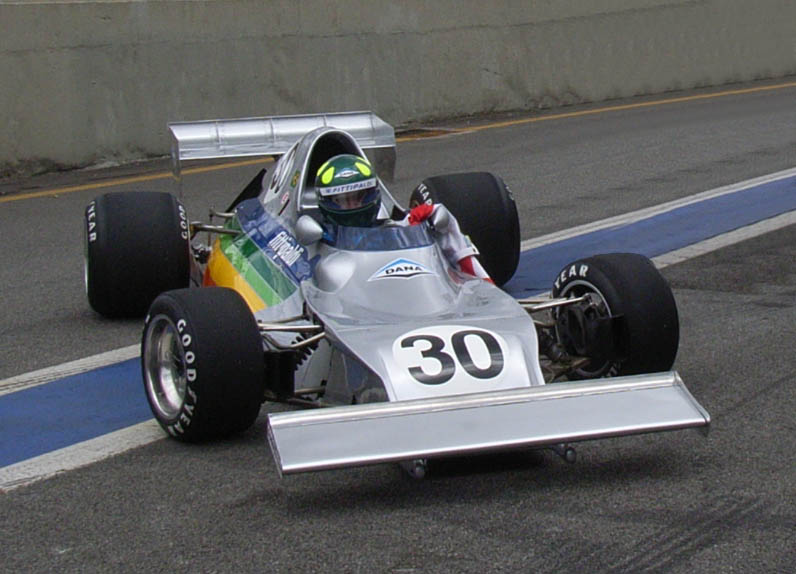
コパスカー・フィッティパルディFD-01

コンストラクター名はチームのメインスポンサーの名を取り「コパスカー」としてエントリーし、ウィルソン・フィッティパルディの1台のみによる参戦という形でF1デビューを飾った。
チームは困難なデビュー年を送ることとなるが、その兆候はデビュー戦アルゼンチンGPから現れた。アルゼンチンGPの決勝レースの12周目におけるクラッシュにより新車FD-01は修復不能となり、わずか1戦でその役目を終えた（皮肉にもこのレースはマクラーレンに所属するエマーソンが優勝している）。FD-01が使用不能となったため、以後のレースはFD-02、FD-03が使用されることになった。これらのシャシーはFD-01とは空力的に若干異なることを除けばほぼ同一であるため、記録上は「FD-01」として扱われることが多い。
FD-01（及びFD-02、FD-03）は戦闘力不足で、予選は20番手、決勝では最終戦アメリカGPで記録した10位が最高位という結果に終わった。予選最高位20位を得たオーストリアGPでは予選中にウィルソンが指の骨2本を折る怪我を負ったため、決勝を棄権するとともに、続くイタリアGPのみ地元イタリア人のアルトゥーロ・メルヅァリオにステアリングを譲るというハプニングがあった。

#### 1976年

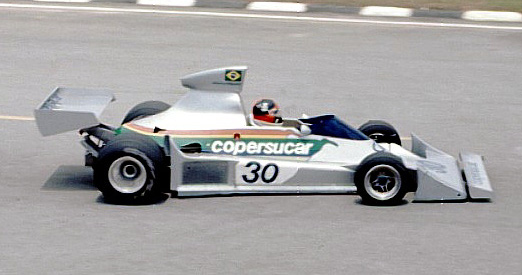
コパスカー・フィッティパルディFD-04

2年目となる1976年より、1972年に続き1974年もワールドチャンピオンに輝いたエマーソンがドライバーとしてマクラーレンから加入しステアリングを握ることとなったため、ウィルソンはドライバーを引退しチーム運営に専念することとした。
2度のチャンピオン経験者で、当時もトップドライバーとして全盛期にあったエマーソンのこの決断は驚きをもって迎えられたが、本人は当時「来季（1976年）に選手権タイトルを獲ることが現実的でないということは意識しているが、チーム全員の努力により来季の後半にはポジティブな結果が得られると確信している。1年後か2年後には、F1でも最高のチームのひとつをブラジルが得ていると思う」と心境と抱負を『TIME』誌に対して語っている。
こうした経緯で、1976年シーズンはエマーソン・フィッティパルディがファーストドライバーとなり、ブラジル人ドライバーのインゴ・ホフマンとの2台体制（ホフマンは4戦のみ参戦）で戦った。この年の新車FD-04は初年度に比べれば戦闘力に優れており、開幕戦のブラジルGPではエマーソンが予選5位を得ている。またチームも参戦2年目ながら数回の入賞を果たすこととなる。
FD-04はブラジルで設計・製造されたが、イギリスからエンジン、ギアボックスを輸送する金銭的・時間的コストなど、ブラジルを拠点にすることによる弊害はやはり大きく、この年の内にモータースポーツのメッカであるイギリスのレディングに拠点を移すこととなる。

#### 1977年
1977年もエマーソン・フィッティパルディとインゴ・ホフマンとの2台体制（ホフマンは開幕2戦のみ）で参戦した。入賞はエマーソンが4位3回、5位1回を記録するに留まったが、堅実に上位入賞を重ねることで早くも中堅チームとしての地位を確保した。なお、最終戦の日本グランプリは2台ともに欠場している。

#### 1978年
1978年はエマーソンの1台体制で参戦した。この時期ロータスがロータス・78で実証したグランドエフェクトの概念を設計に取り入れ、前年のF5を改修したマシンであるF5Aが好走した。
ついにブラジルGPで初の2位表彰台を獲得した他、数回の上位入賞を果たし、コンストラクターズランキングもマクラーレン（8位）を上回る7位を得た（歴代最高位となった）。

#### 1979年
1979年のF6は前年のデビッド・ボールドウィンに代わりラルフ・ベラミーによって開発されたが、失敗作となり決勝での使用は第3戦の南アフリカGPのみ（その他のレースはF5Aが使われた）。
西ドイツGPからは改良型のF6Aが投入されたが、結局入賞は初戦のアルゼンチンGPでF5Aに乗って獲得した6位1ポイントのみに終わり低迷。この年をもってコパスカーがスポンサーから撤退してしまう。

### フィッティパルディ

#### 1980年

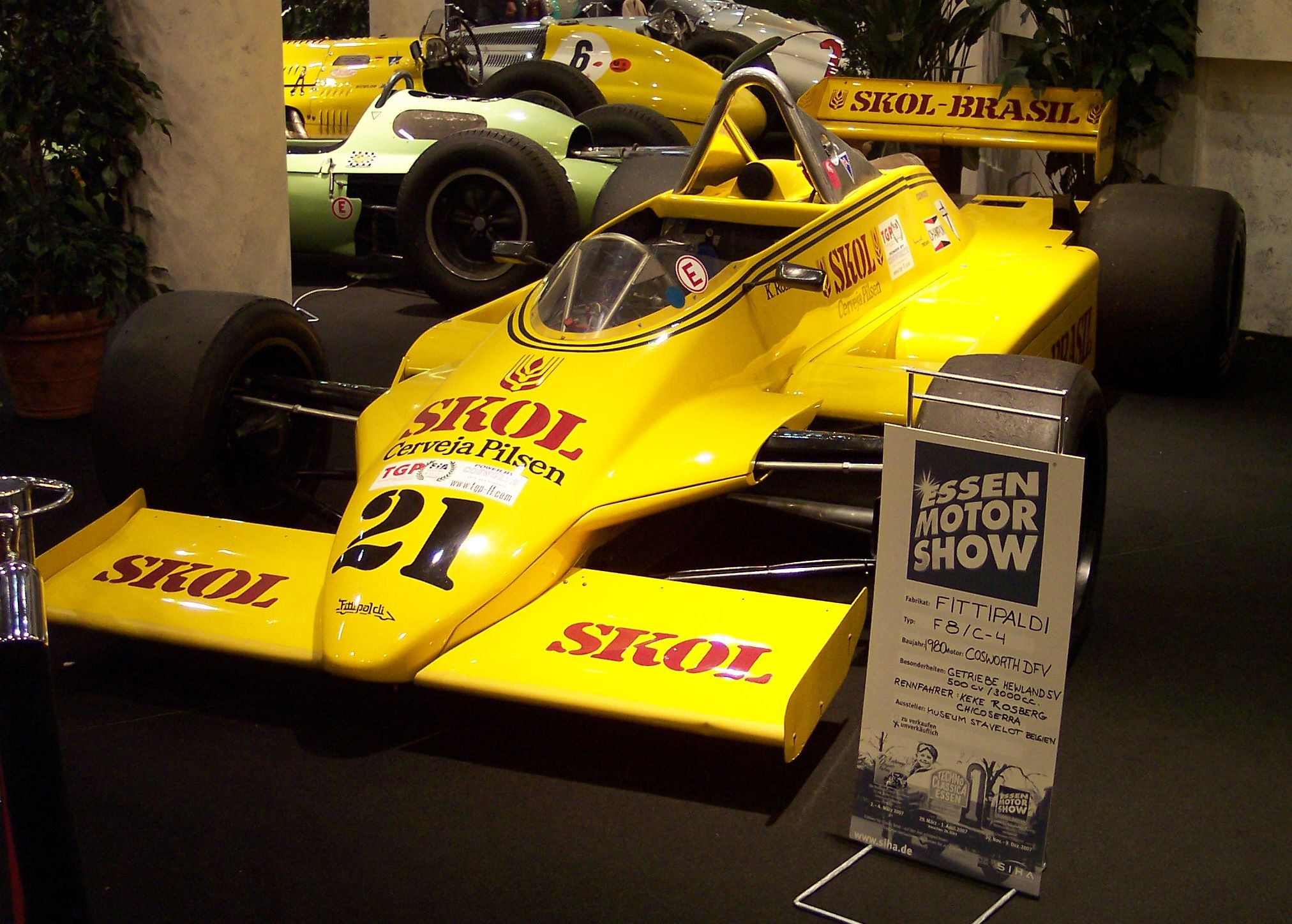
フィッティパルディF8

1980年からはエントリー名を「フィッティパルディ」とし、ブラジルの大手飲料メーカー「アンベブ」がメインスポンサーとなり、同社のビールブランドである「SKOL」のロゴを付けた。
前年まで参戦していたウルフ・レーシングを吸収合併したことでデザイナーのハーベイ・ポスルスウェイト、マネージャーのピーター・ウォー、ドライバーのケケ・ロズベルグらが加入し、チームとして初めて2台体制でフル参戦することとなった。
この年は前年のウルフWR9改良型のF7で参戦開始し、チーム結成以来の好成績を上げると期待され、実際にエマーソン自身が西アメリカGPで、ケケ・ロズベルグがアルゼンチンGPで3位表彰台を獲得するほか、複数の入賞を獲得するなどシーズン序盤から安定した成績を収めた。
しかし、後半戦に入ると徐々に戦闘力を落としていった。西ドイツGPから新型のF8を投入するも戦闘力はさほど向上せず、これ以降表彰台に立つことはなく、さらに1980年の最終戦を以ってエマーソンがF1から引退する。
この年はチーム発足当初より目標としていたスクーデリア・フェラーリが不調によりコンストラクターズランキング10位に終わったため、ランキング8位を得たフィッティパルディは悲願であった「フェラーリ超え」を達成した。

#### 1981年
1981年になると低迷の色を濃くし、エマーソンの引退によりアンベブは撤退しメインスポンサーの無い状態で、後のワールドチャンピオンのケケ・ロズベルグとブラジル人の新人ドライバーのチコ・セラがドライブし序盤戦は善戦するものの両者共に入賞はなかった。
それどころか終盤戦になると予選通過もままならない様になる。シーズン中にポスルスウェイトはフェラーリへ移籍し、シーズン終了後にはピーター・ウォーがロータスに移籍した。

#### 1982年
翌1982年はセラの1カーのみのエントリーで参戦し、序盤のベルギーGPで入賞を獲得するが、それ以外には見せ場もなく、この年をもってついにチームはF1から撤退することとなった。

### その後

#### 残ったもの
失意の内にF1から去らねばならなかったため、フィッティパルディ兄弟は手元に残ったフィッティパルディチームのF1カーについて、自身が農場を持つ、サンパウロ州の田舎町アララクアラのガレージに半ば打ち捨てる形で放置した。しかしマシンはその後売りに出され、ヒストリックF1では人気のマシンとなっている。
チームの消滅により兄弟にはおよそ700万ドルという額の負債のみが残った。しかし、そうした借金より何より、ウィルソンはこのチームについて述懐し、「一度も勝てなかったということを理由に、我々のチームについてあたかも恥であるかのごとく語られたことが何よりも我々を打ちのめした」と語っている。

#### FD-01の復活
2002年、ブラジルの自動車パーツ製造販売大手のDana社は輸送機関の象徴を復活させるプロジェクトを立ち上げ、1927年にジョアン・リベイロ・ヂ・バホスがブラジル人として初めて水上機で大西洋を横断した際に使用した機体ジャウー（Jahú）などの復元を提唱し、「ブラジル初のF1カー」であるFD-01についても、その修復復元計画が持ち上がった。
FD-01はシャシー自体は保管されていたもののデビュー戦で大破して以降、手を加えられておらず、そのパーツの収集・製造には困難を伴ったが、チーム創設30周年にあたる2004年に修復が完了し、修復された車両は同年10月22日、サンパウロ自動車ショーにおいて公開された。修復車両の除幕に際しては、2004年当時の大統領ルイス・イナシオ・ルーラ・ダ・シルヴァ、サンパウロ州知事ジェラルド・アルキミンらによる訪問を得ている。同じく11月10日には修復後初となる走行をインテルラゴスサーキットにて終えた。2006年までにFD-04もDana社によって修復されている。

## 車両変遷表
| 年     | エントリー名                         | 車体型番       | タイヤ | エンジン              | オイル       | ドライバー                                                | ランキング | ポイント | 優勝数 |
| ------ | ------------------------------------ | -------------- | ------ | --------------------- | ------------ | --------------------------------------------------------- | ---------- | -------- | ------ |
| 1975年 | コパスカー・フィッティパルディ       | FD01 FD02 FD03 | G      | フォードDFV (3.0L V8) | -            | ウィルソン・フィッティパルディ アルトゥーロ・メルツァリオ | NC         | 0        | 0      |
| 1976年 | コパスカー・フィッティパルディ       | FD03 FD04      | G      | フォードDFV           | -            | エマーソン・フィッティパルディ インゴ・ホフマン           | 11位       | 3        | 0      |
| 1977年 | コパスカー・フィッティパルディ       | FD04 F5        | G      | フォードDFV           | -            | エマーソン・フィッティパルディ インゴ・ホフマン           | 9位        | 11       | 0      |
| 1978年 | フィッティパルディ・オートモーティブ | F5A            | G      | フォードDFV           | シェル       | エマーソン・フィッティパルディ                            | 7位        | 17       | 0      |
| 1979年 | フィッティパルディ・オートモーティブ | F5A F6 F6A     | G      | フォードDFV           | シェル       | エマーソン・フィッティパルディ                            | 12位       | 1        | 0      |
| 1980年 | スコール・フィッティパルディ・チーム | F7 F8          | G      | フォードDFV           | ルーカス     | エマーソン・フィッティパルディ ケケ・ロズベルグ           | 9位        | 11       | 0      |
| 1981年 | フィッティパルディ・オートモーティブ | F8C            | M A P  | フォードDFV           | バルボリン   | ケケ・ロズベルグ チコ・セラ                               | NC         | 0        | 0      |
| 1982年 | フィッティパルディ・オートモーティブ | F8D F9         | P      | フォードDFV           | バルボリン   | チコ・セラ                                                | 14位       | 1        | 0      |
| 年     | エントリー名                         | 車体型番       | タイヤ | エンジン              | 燃料・オイル | ドライバー                                                | ランキング | ポイント | 優勝数 |

*斜体になっているドライバーはスポット参戦など

## エンジニアリング
FD-01からFD-04まで用いられている「FD」という型番はフィッティパルディ（Fittipaldi）と、車体設計者のリチャード・ディヴィラ（Divila）に由来する。1977年の「F5」は設計がディヴィラからデビッド・ボールドウィンの手に移ったため「D」が落ちた。
型番にオーナー兼ドライバーと設計者のイニシャルを組み合わせるというのは、ウィルソン・フィッティパルディがかつて在籍したブラバムのBT（ブラバム、トーラナック）を踏襲したものといえる。
1970年代半ばのコスワースDFV搭載車両の多くは車体後部（エンジン及びギアボックスの後ろ）にラジエーターを搭載していたが、それだけではまま冷却が不十分であるため、冷却のためエンジンを露出状態にしていることが常であった。しかしながら、フィッティパルディのFD-01の場合は空力を考え、空気による直接冷却を廃し、エンジンなどは流麗なカバーで覆い、車体後部側面の空気取り入れ口（エアインテーク）から空気を取り込み車体最後部（リアウィングの直下）に設置されたラジエータ1基のみでエンジンや補機の冷却をするという構造になっている。
FD-01は、フィッティパルディ兄弟が1960年代にブラジル国内で販売していたフォーミュラ・Vee車両「Fitti Vê」に因んで、当時のブラジル国内の新聞では「Fitti-1」という愛称で呼ばれた。FD-01の開発にあたっては当時の金額で80万ドルが、2000年代に入って修復された際には当時の金額で8万ドルがそれぞれ費やされた。
フィッティパルディの車両は、最終年の1982年にピレリを履いたことを除けば、いずれもグッドイヤータイヤを装着した。2000年代に修復されたFD-01、FD-04が履いているグッドイヤータイヤは、修復した頃には30年前の1970年代当時のタイヤがすでに存在しなかったため、オリジナルに比べるとタイヤの径がやや小さいものとなっている。

## 人物
フィッティパルディの実質的な最後の車両であるF8（後継のF8C、F9はマイナーチェンジ）は1980年の第8戦ドイツGPで投入され、大きな結果を残すことはなかったが、設計・開発の指揮はハーベイ・ポスルスウェイトによって執られ、空力は当時大学を卒業したばかりの新人エイドリアン・ニューウェイ（フィッティパルディはニューウェイにとって最初に在籍したF1チーム）が担当するという布陣であった。この2人はフィッティパルディからの離脱後にそれぞれ名を成すこととなる。
チーム創立時にチームマネージャーとして加入したジョー・ラミレスは、創立メンバーの一人として創設初期に監督を務めた。ラミレスは1980年代半ばにマクラーレンに加入し同チームのチームマネージャーとして2001年まで活躍した。
1978年シーズンに向け前年のF5シャシーをグランドエフェクト仕様（F5A）にアップデートする作業を手がけたジャコモ・カリーリは、後にミナルディの初代テクニカルディレクターとしてF1の現場に姿を現すこととなる。
1980年から1981年にかけては、ウルフからの合流組であるピーター・ウォーが監督としてチームの現場指揮を執った。ウォーは後にロータスのチームマネージャーとして知られることとなる。
ロータスにおいてメカニックとしてエマーソンを担当していた伊藤義敦は、チーム設立にあたってフィッティパルディに合流しリチャード・ディヴィラの下、実質的にメカニックチーフとしてF1未経験のブラジル人メカニックらの「教官」役を担った。フィッティパルディ側では後年作成したチーム紹介用のパネルの中で、フィッティパルディ兄弟、デヴィラ、ジョー・ラミレスの4人と並び伊藤のことをチーム創設にあたっての最重要人物の一人として紹介している。

## 評価
世界チャンピオンであるエマーソン・フィッティパルディを擁するという点を除けば、当時は「ブラジル国籍のチーム」ということをほぼ唯一の売りにしていたが、これについて後に「ブラジル人から愛着を持たれることは決してなかったチーム」と、ブラジルの地元レース誌「Racing」は断じており（2006年11月21日号、編集長セルジオ・キンタニリャ署名コラム）、むしろ、エマーソン、後にアイルトン・セナが在籍したマクラーレンのほうが当時においても今日においてもブラジル人からは愛着を持たれていると、ブラジル国内では評価されている。

## 俗称
ブラジル国内においては、コパスカー社がスポンサーであることから「アスカレイロ（açucareiro, 砂糖屋）」、1981年以降は、その遅さから「亀（tartaruga）」とあだ名された。